# Кальцефилы
Кальцефилы (кальцефиты) (от лат. calx, родительный падеж calcis — «известь» и др.-греч. φιλέω (phileo) — «любить») — растения, обитающие преимущественно на почвах, богатых соединениями кальция, а также в местах выхода известняков, мергелей, мела и других пород.
К кальцефилам относятся такие растения, как Пафиопедилум беглый, Пафиопедилюм замечательный, лишайники рода Psora: Psora decipiens, Psora globifera, Psora rubiformis и др.
По отношению к кальцию различают факультативных (Dendranthema sinuatum, Chamaerhodos altaica, Echinops humilis и др.) и облигатных кальцефилов (Костенец постенный, Brachanthemum krylovianum, Молочай скальный и др.).